# Dmitriy Dmitriyevich Maksutov
Dmitriy Dmitriyevich Maksutov (tiếng Nga: Дми́трий Дми́триевич Максу́тов) (23 tháng 4 [lịch cũ 11 tháng 4] năm 1896 - 12 tháng 8 năm 1964) là một nhà vật lý, quang học và thiên văn học của Liên Xô. Ông là người sáng chế ra loại kính viễn vọng mang tên mình.

## Tiểu sử

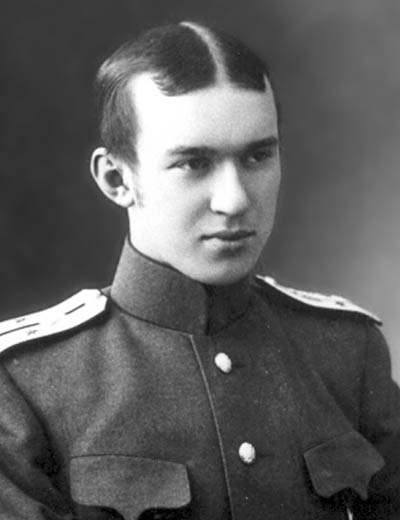
Dmitriy Dmitriyevich Maksutov năm 1916 trong quân phục thiếu úy (подпоручик).

D. D. Maksutov sinh năm 1896 tại thành phố Odessa (có tài liệu ghi là thành phố Nikolayev) thuộc Đế quốc Nga. Ông mang cùng tên với cha mình, đại tá hải quân Dmitriy Dmitriyevich Maksutov; còn mẹ ông, bà Yelena Pavlona Maksutova (họ thời chưa kết hôn là Yefremova) là một nội trợ. Dòng họ Maksutov là một dòng quý tộc có danh tiếng: ông cố của D. D. Maksutov - Pyotr Ivanovich Maksutov - được phong chức Vương công do thành tích chiến đấu dũng cảm trong quân đội. Ông nội của D. D. Maksutov - chuẩn đô đốc Dmitriy Petrovich Maksutov - là một anh hùng trong chiến dịch phòng thủ Petropavlovsk và là thống đốc cuối cùng của vùng Alaska trước khi vùng này bị bán cho Hoa Kỳ. Do người cha thường xuyên phải công tác xa nhà trong hải quân, việc giáo dục cho cậu bé D. D. Maksutov thường do người mẹ đảm trách.
D. D. Maksutov bắt đầu có hứng thú với thiên văn học từ lúc còn nhỏ. Năm 12 tuổi ông tự chế một chiếc kính viễn vọng 7,2 inch với đường kính 180mm, đó là chiếc kính viễn vọng đầu tiên do Maksutov chế tạo. Trong thời gian này ông cũng được tiếp xúc với các bài viết của nhà quang học A. A. Chikin (1865–1924) về việc sản xuất các kính viễn vọng. Một chiếc kính viễn vọng khác đường kính 210mm cũng được Maksutov chế tạo trong thời gian ông còn là học sinh trung học. Năm 15 tuổi D. D. Maksutov trở thành hội viên của Hội Thiên văn Nga hoạt động tại Odessa.
Theo truyền thống gia đình, D. D. Maksutov theo học trường Thiếu sinh Hải quân Odessa. Thiên văn học không phải là trọng tâm của trường, nhưng khuôn viên trường cũng có một đài thiên văn với chiếc kính viễn vọng 175mm cùng với các buổi học dành cho sinh viên môn vũ trụ học. Năm 1913 Maksutov tốt nghiệp và ông tiếp tục theo học tại trường Kỹ thuật Quân sự Nikolayev tại kinh đô Sankt-Peterburg trong vòng một năm rưỡi và tốt nghiệp với cấp bậc Thiếu úy (Подпоручик). Sau đó ông tham gia một khóa học 3 tháng tại trường huấn luyện sĩ quan điện báo vô tuyến.
Năm 1915 Maksutov tham gia Thế chiến thứ nhất tại mặt trận Kavkaz, đứng đầu một trạm thông tin. Trong chiến đấu ông lập nhiều quân công, được thăng hàm trung úy kỹ thuật và tặng thưởng nhiều huân huy chương. Năm 1916 ông tình nguyện theo học trường đào tạo phi công ở Tblisi nhưng không lâu sau đó (tháng 12 năm 1917), máy bay của Maksutov gặp nạn và bị rơi trong một đợt bay huấn luyện. Ông may mắn sống sót nhưng bị thương nặng, phải nằm viện một thời gian rất dài, và xuất viện vừa lúc Cách mạng Nga năm 1917 bùng nổ. Rời Tbilisi, Maksutov lên kế hoạch vượt biên, đầu tiên là tới vùng Siberia rồi từ đó qua Mãn Châu và Trung Hoa để trốn sang Hoa Kỳ, mong có cơ hội làm việc tại Đài thiên văn Mount Wilson, nơi mà hệ thống kính viễn vọng được thiết kế và lắp đặt bởi nhà thiên văn học/quang học nổi tiếng George Willis Ritchey. Maksutov đến được Cáp Nhĩ Tân vào tháng 1 năm 1918, tuy nhiên tại đây ông bị phát hiện dùng giấy tờ giả và bị bắt giam 1 tháng. Ông cư trú nửa năm ở Cáp Nhĩ Tân, sống bằng làm thuê các việc lặt vặt, rồi buộc phải trở về nước năm 1919 vì lý do sức khỏe và tài chính. Tại Nga ông làm công chức, rồi bị gọi nhập ngũ, dự tính phục vụ trong đơn vị điện báo vô tuyến nhưng việc nhập ngũ bị gián đoạn trước khi ông kịp phục vụ trong quân đội.
Trong thời gian này, cuộc chiến giữa Hồng quân - Bạch vệ diễn ra khốc liệt và gây ra nhiều ảnh hưởng đến gia đình Maksutov. Cha và em trai Konstantin về phe Bạch vệ chống lại Hồng quân và buộc phải đào tẩu khỏi đất nước - đầu tiên là sang Pháp, sau sang Hoa Kỳ định cư ở Long Island. Riêng mẹ của Makstutov vẫn ở lại Odessa, tuy nhiên ít năm sau này ông mới biết là mẹ mình không chạy ra nước ngoài như cha và em trai.
Maksutov chọn con đường khác với cha mình. Năm 1920 ông tham gia chiến đấu trong Hồng quân và theo học ngành Hóa học tại Đại học Bách nghệ Tomsk. Ông vừa học vừa tham gia công tác giảng dạy - thời kỳ này nhà nước Xô Viết đang gặp phải vấn đề thiếu hụt giáo viên nghiêm trọng. Trong thời gian này, một thầy giáo của Maksutov do đánh giá cao tài năng của cậu sinh viên trẻ nên đã tiến cử Maksutov tới D. S. Rozhdestvenskiy, người sáng lập Viện Quang học Quốc gia (GOI). Nhờ vậy, Maksutov đã được bổ nhiệm vào làm việc trong Viện dưới sự hướng dẫn của A. A. Chikin - vốn được mệnh danh là "nhà bảo trợ" cho những người nghiên cứu kính thiên văn Xô Viết thời đó. Tuy nhiên, năm 1921 Maksutov phải nghỉ làm để về Odessa chăm sóc người mẹ đang bệnh. Từ năm 1921 đến 1927 Maksutov dạy vật lý và toán tại trường quân sự Odessa. Từ năm 1927 đến 1930 ông làm việc tại Viện nghiên cứu Vật lý thuộc Đại học Quốc gia Odessa, ở đây Maksutov đã tổ chức một cơ quan chuyên chế tạo kính thiên văn cho Viện.
Tháng 2 năm 1930, một đợt "thanh trừng" quét qua Odessa và Maksutov trở thành một trong số những nạn nhân. Nhà khoa học miêu tả đây là một giai đoạn tồi tệ trong đời mình, vì những người xung quanh cứ bị bắt giam mà không qua xét xử, và hầu như những ai bị nghi ngờ đều chịu án tử hình. Tuy nhiên, sau 1 tháng tạm giam, D. D. Maksutov được thả mà không bị quy kết tội trạng nào. Tháng 11 năm 1930 ông trở lại Viện Quang học Quốc gia dưới chức vụ trưởng nhóm nghiên cứu vật lý, công tác tại bộ phận nghiên cứu và chế tạo dụng cụ quang học thiên văn mà sau này trở thành cái nôi của nhiều nhà quang học tương lai của Liên Xô. Năm 1933 ông là người đứng đầu phòng thí nghiệm vật lý, làm việc dưới trướng của nhóm nghiên cứu quang học/thiên văn học do V. P. Linnik lãnh đạo. Năm 1935, Ủy ban Chứng nhận cấp cao (Высшая аттестационная комиссия) công nhận Maksutov là thành viên chính thức của Viện Quang học.
Công việc tại Viện không hoàn toàn suôn sẻ. Dự án chế tạo vật kính 32 inch do Maksutov tiến hành gặp nhiều khó khăn, một phần nguyên do là mối quan hệ xấu của ông với các cộng sự - những người có thành kiến nặng nề với xuất thân "quý tộc" của Maksutov. Tháng 3 năm 1938 ông lại bị bắt giam với cáo buộc làm gián điệp cho Nhật, phá hoại, và cố tình kéo dài dự án chế tạo thấu kính viễn vọng. Tuy nhiên sau đó vụ án bị hủy; tháng 12 Maksutov được thả và trở lại làm việc ở Viện. Năm 1941 ông tốt nghiệp Tiến sĩ (Доктор наук) Khoa học Công nghệ.
Ngày 22 tháng 6 năm 1941, phát xít Đức tấn công xâm lược Liên Xô. Trụ sở của Viện Quang học di tản sang thành phố Yoshkar-Ola và Maksutov bắt đầu làm việc ở nơi này từ tháng 9. Năm 1944 Maksutov phong làm giáo sư. Từ tháng 8 năm 1944 đến tháng 3 năm 1945 ông được cử tới Viện Hàn lâm Khoa học để xác định tên gọi và các chỉ tiêu trong việc thiết kế các công cụ thiên văn học. Sau chiến tranh, năm 1946 ông được bầu làm viện sĩ thông tấn của Viện Hàn lâm Khoa học Liên Xô, làm việc trong bộ phận Vật lý và Toán học. Từ năm 1952 ông là người đứng đầu Khoa Công cụ Thiên văn của Đài thiên văn Chính của Viện hàn lâm Khoa học Xô Viết (tức Đài Thiên văn Pulikovo).
Năm 1962 D. D. Maksutov được bầu làm đại biểu Xô Viết thành phố Leningrad.
Dmitriy Dmitriyevich Maksutov mất ngày 12 tháng 8 năm 1964 tại Leningrad. Ông được mai táng tại nghĩa trang của đài thiên văn Pulikovo.

## Các nghiên cứu về quang học và việc sáng chế kính viễn vọng
Trong khoảng năm 1923-1924, Maksutov nghiên cứu chế tạo một loại kính viễn vọng tương phẳng (aplanatic telescope), tìm hiểu các đặc tính của hệ thống kính viễn vọng sử dụng hai gương phản xạ và tìm ra một số công thức về hệ thống này - chú ý rằng do điều kiện bị cô lập của Liên Xô mà Maksutov không hay biết gì về các nghiên cứu tương tư của George Ritchey, Karl Schwarzschild and Andre Couder. Nghiên cứu này của Maksutov được đăng trên các ấn bản của Viện Quang học Quốc gia vào năm 1932 với tên gọi "Hệ thống gương phản xạ không có cầu sai và các phương pháp mới để thử nghiệm nó" (Анаберрационные отражающие поверхности и системы и новые способы их испытания), nội dung nói về các kết quả khảo sát của Maksutov về hệ thống kính viễn vọng hai gương phản xạ cũng như phương pháp hiệu chỉnh chúng, cung cấp các thông tin về các kiểu kết hợp thông số quang học có thể được sử dụng cũng như ưu và nhược điểm của hệ thống này.
Kết quả nghiên cứu của Maksutov được ứng dụng trong việc xây dựng một số gương phản xạ lớn như gương 400mm dành cho kính viễn vọng của Đài thiên văn Byurakan. Thường trong tổ hợp kính thiên văn truyền thống, phía trước gương cầu sơ cấp cần có một gương phẳng hiệu chỉnh giúp loại bỏ hiện tượng quang sai cầu. Gương phẳng này phải có cùng kích thước với gương cầu và có độ phẳng gần như tuyệt đối, đòi hỏi công việc sản xuất phức tạp và tốn kém. Phương pháp của Maksutov thay gương phẳng này bằng một gương cầu có kích kích thước nhỏ hơn, giúp đơn giản hóa việc sản xuất và tạo ra được một tổ hợp kính thiên văn nhỏ gọn hơn. Về sau phương pháp này được dùng để chế tạo kính thiên văn 2,6 mét mang tên G. A. Shayn tại Đài thiên văn Krym.
Trong thập niên 1930, Maksutov phát triển phương pháp kiểm soát các tính chất quang học của thấu kính nhìn xa loại cỡ lớn (800mm), cụ thể là kiểm soát các tính chất của phôi thủy tinh dùng cho chế tạo kính cron và kính flin. Nghiên cứu này nhằm phục vụ cho dự án chế tạo vật kính lớn nhất thời bấy giờ với đường kính 800mm (32 inch) dùng cho kính viễn vọng ở đài thiên văn Pulikovo. Kính viễn vọng 800mm đã được hãng Grubb Parsons bắt đầu chế tạo từ thời Nga hoàng, trong đó tất cả các thành phần của kính đã được hoàn tất ngoại trừ thấu kính. Các thử nghiệm chế tạo ở Anh và Đức tỏ ra không thành công và vì vậy, công việc được chuyển giao cho Viện Quang học Quốc gia. Vụ bắt giữ Maksutov vào năm 1938 xảy ra khi ông đang tham gia dự án này, và bản thân Maksutov gặp rất nhiều khó khăn do sự bất hợp tác của các đồng sự vốn có thành kiến nặng nề về xuất thân "phản động" của ông. Cuộc chiến tranh vệ quốc vĩ đại bùng nổ cũng khiến khó khăn thêm chồng chất, tỉ như kỹ thuật viên của dự án đã chết trong chiến tranh và một thấu kính cỡ 760mm do hãng Alvan Clark & Sons chế tạo cũng bị phá hủy. Riêng thấu kính 800mm đã được hoàn tất năm 1946 và được gìn giữ an toàn, tuy nhiên trong thời gian này kính viễn vọng sử dụng thấu kính thuần túy đã trở nên lỗi thời. Chiếc kính của Maksutov hiện được trưng bày trong bảo tàng của Đài thiên văn Pulkovo.
Một thành quả khác của Maksutov là công trình nghiên cứu vật kính có mức độ sắc sai thấp. Năm 1928 nhận bằng phát minh về dụng cụ nội soi và chụp hình dạ dày.. Ông cũng phát minh ra một loại "kim hiển vi" dùng để quan sát tế bào đang hoạt động trong cơ thể người.. Loại dụng cụ này có kích thước rất nhỏ với đường kính 4mm, sử dụng 6 thấu kính với cái lớn nhất cũng chỉ có 2,2mm.
Năm 1934, Maksutov hoàn thiện "phương pháp bóng tối" (теневой метод) nhằm nghiên cứu bề mặt của kính phản xạ, chuyển đổi các đặc tính định tính về dạng định lượng. Dựa vào kinh nghiệm phong phú của mình, Maksutov đã tự mình chế tạo nhiều thiết bị quang học có độ chính xác cao, từ các thấu kính, gương phản xạ cho đến lăng kính với nhiều kích cỡ, công dụng khác nhau, các sản phẩm này được trình bày trong một số bài viết khoa học của tác giả. Ông cũng trực tiếp tham gia chế tạo gương parabol đường kính 500mm dành cho kính viễn vọng quan sát mặt trời ở Đài thiên văn Pulkovo vào năm 1940. Nghiên cứu về các kiểu kính viễn vọng khác nhau cũng được đề cập trong một số bài viết khác của Maksutov.

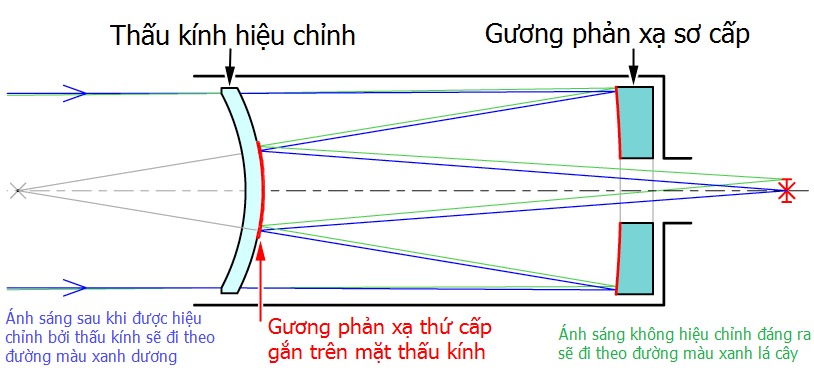
Sơ đồ nguyên lý kính viễn vọng Maksutov.

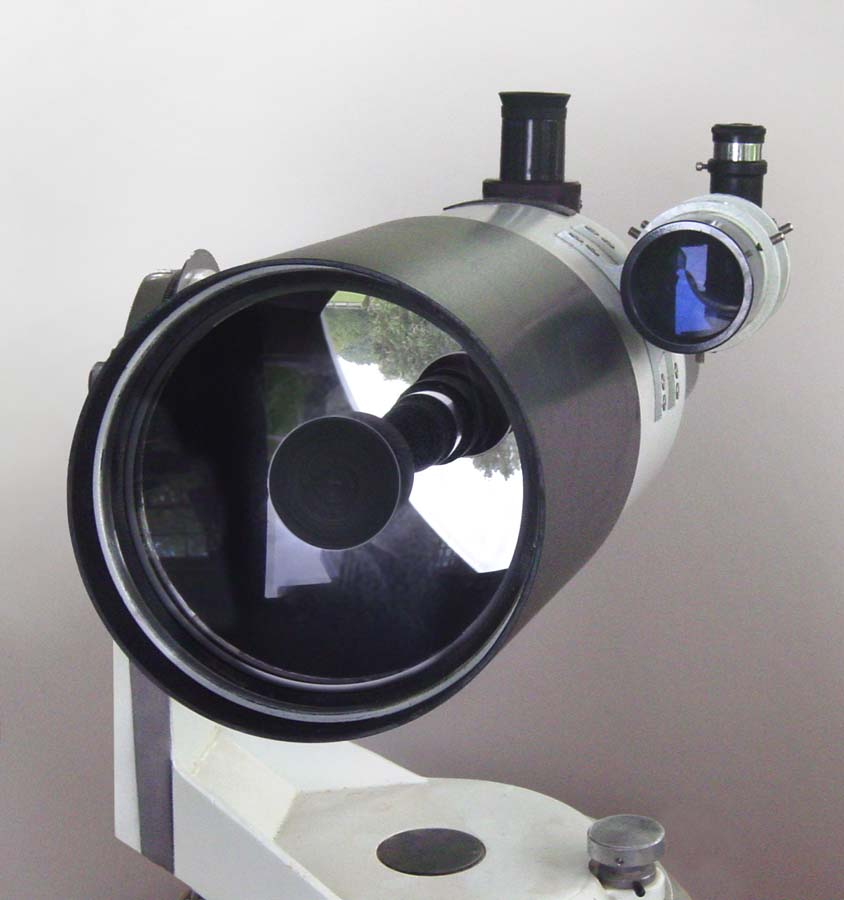
Một kính viễn vọng Maksutov có độ mở 150mm.

Năm 1941, Maksutov sáng chế ra một kiểu kính viễn vọng được cho là có vai trò rất quan trọng trong lịch sử phát triển khí cụ quang học. Kính viễn vọng này có ý tưởng dựa trên kiểu ống kính do Bernhard Schmidt sáng chế, với đặc điểm cải tiến nổi bật là cửa kính hiệu chỉnh ánh sáng (corrector) mặt cầu dạng thấu kính một mặt lồi một mặt lõm (meniscus)
Theo lời Maksutov thì ông sáng chế ra kính này vào khoảng đầu tháng 8 năm 1941 tại khu vực nằm giữa Murom và Arzamas, trên đường di tản đến trụ sở mới của Viện Quang học. Phát minh này không xảy ra ngẫu nhiên, trước đó Maksutov đã nghiên cứu một đề án thiết kế kính thiên văn cỡ nhỏ dành cho trường học và cho dân thiên văn nghiệp dư. Yêu cầu của kính là phải đảm bảo chất lượng hình ảnh tốt trong khi giá phải rẻ, dễ chế tạo và bền bỉ, và mô hình gương phản xạ mặt cầu nằm trong ống niêm kín được cho là phù hợp nhất cho các chỉ tiêu đó. Trong quá tình cân nhắc các kiểu cấu hình, Maksutov nảy ra ý tưởng sử dụng thấu kính hiệu chỉnh mặt cầu (meniscus corrector), đây là một thấu kính phân kỳ đặt ở "cửa" trước của ống kính viễn vọng, với mục đích làm giảm mức độ quang sai và cầu sai của gương cầu phản xạ sơ cấp trong kính viễn vọng.
| “                 | Việc chế tạo một gương phản xạ nhỏ có thỏa mãn mọi yêu cầu ? Nó có bền hay không ? Câu trả lời là không, kiểu kính viễn vọng này bao hàm các gương phản xạ mạ nhôm và sau một thời gian sử dụng chúng cần phải được mạ trở lại. Có cách nào tránh được vấn đề này không ? Một giải pháp là đặt một cửa kính nằm tên một mặt phẳng song song tại trước ống kính viễn vọng. Điều này sẽ làm tăng chi phí chế tạo, nhưng chúng ta cần phải làm thế nếu muốn sản xuất kính viễn vọng có độ bền cao dành cho trường học. Một ống niêm kín cũng cần thiết, vì hiện tượng đối lưu nhiệt bên trong ống sẽ giảm đi, làm tăng chất lượng hình ảnh. Dòng suy nghĩ cứ thế tiếp tục. Cửa kính sẽ cầm giữ cái gương tiết diện chéo [ý nói gương thứ cấp] và vì vậy kính viễn vọng không cần phải dùng những thanh giằng [để giữ gương] và những luồng tán xạ cũng không xuất hiện xung quanh hình ảnh các ngôi sao nữa. Tiếp tục suy nghĩ, nếu như trong các cấu hình kính thiên văn như Gregory hay Cassegrain, người ta đặt gương thứ cấp gắn vào với cửa sổ quang [ý nói thấu kính] thì sẽ như thế nào ? Nếu cửa sổ không có dạng mặt phẳng song song mà dạng thấu kính mặt cầu với độ cong nội tại bằng với bán kính bề mặt của gương thứ cấp thì sao ? Nếu như vậy, gương thứ cấp sẽ trở thành một điểm mạ nhôm ở vùng trung tâm của thấu kính. Hệ thống như vậy xem ra rất hứa hẹn, vì hiện tượng tắc nghẽn trung tâm sẽ bị giảm thiểu và gương thứ cấp sẽ tránh bị lệch tâm. | ” |
| — D. D. Maksutov, | |   |

Khi có mặt tại trụ sở mới của Viện quang học ở Yoshkar-Ola, Maksutov bắt tay vào chế tạo chiếc kính viễn vọng mà mình dày công nghiên cứu từ lâu. Chiếc kính này có đường kính 100mm và khả năng phóng đại 20 lần. Chiếc kính hoàn thành vào ngày 26 tháng 10 năm 1941, và quá trình thử nghiệm diễn ra thành công, hiệu quả làm việc của chiếc kính được đánh giá là xuất sắc. Bằng sáng chế được cấp cho Maksutov vào ngày 6 tháng 11 cùng năm. Trong một năm sau đó, Maksutov nghiên cứu ứng dụng thiết kế của mình trên các lĩnh vực khác, như kính hiển vi, đèn soi, máy ghi phổ, máy đo góc, máy do lỗi trong các tấm thủy tinh,... sau đó ông gửi nội dung nghiên cứu lên Tạp chí Hội Quang học Hoa Kỳ (Journal of the Optical Society of America - JOSA) để xem ý kiến của các chuyên gia nước ngoài. Bài viết về phát minh của Maksutov được đăng lần đầu trên JOSA vào số tháng 5 năm 1944, nó nhận được sự đánh giá tích cực của cộng đồng khoa học đến nỗi D. D. Maksutov được phong tước vị "giáo sư" mà không cần phải bảo vệ một luận án khoa học nào. Ông cũng cho ra lò một bài viết nói về kinh nghiệm làm giảm thiểu mức độ quang sai trong các thấu kính và thấu kính mặt cầu. Vào năm 1945 Maksutov được cấp bằng sáng chế cho phát minh này.
Kiểu viễn vọng này có nhiều ưu điểm, tỉ như góc nhìn lớn, chất lượng hình ảnh cao mà lại nhỏ gọn; vì vậy nó nhanh chóng được ứng dụng rộng rãi trên nhiều phương diện khác nhau. Maksutov đã chỉ ra việc ứng dụng phát minh của ông trong việc cải sửa các kính viễn vọng kiểu cũ như kiểu Gregory, Newton, Herschel, Cassegrain, hay Schmidt. Kính viễn vọng Maksutov có thể nói là nguồn gốc của nhiều loại kính viễn vọng - kể cả các kính viễn vọng dùng trong trường học được sản xuất từ năm 1946.

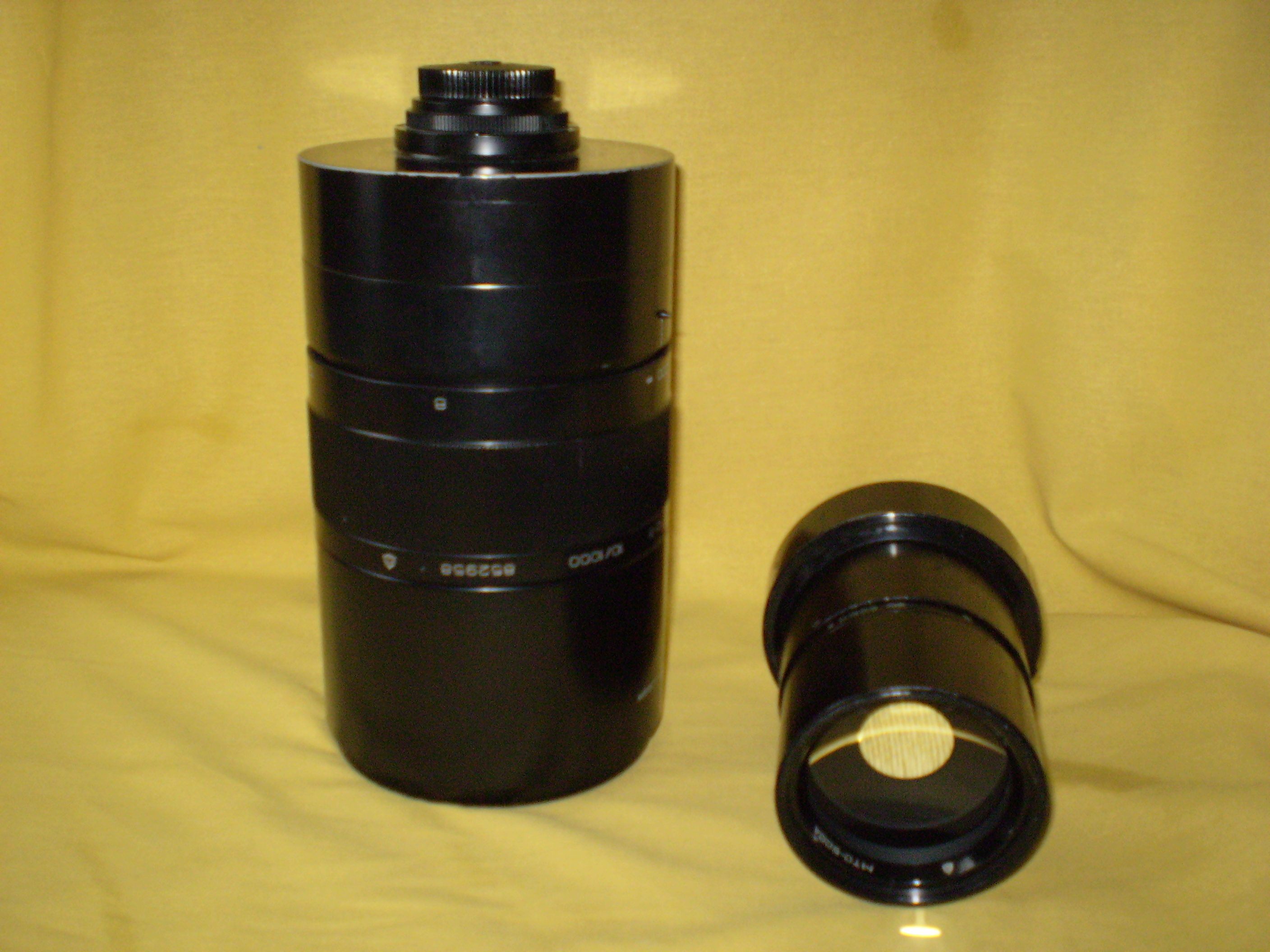
Một loại kính chụp ảnh MTO.

Trong thời kỳ chiến tranh vệ quốc, Maksutov nghiên cứu chế tạo kiểu ống kính chụp xa hỗ trợ cho việc xạ kích các mục tiêu tầm xa trong lãnh thổ địch. Kiểu thấu kính này về sau được phát triển thành dòng ống kính MTO dành cho dân chụp ảnh chuyên nghiệp lẫn nghiệp dư, với các tiêu cự 250, 500 and 1000 mm. Kiểu MTO-500 và MTO-1000 đã được trao giải Grand Prix tại triển lãm Expo năm 1958 ở Brussels.

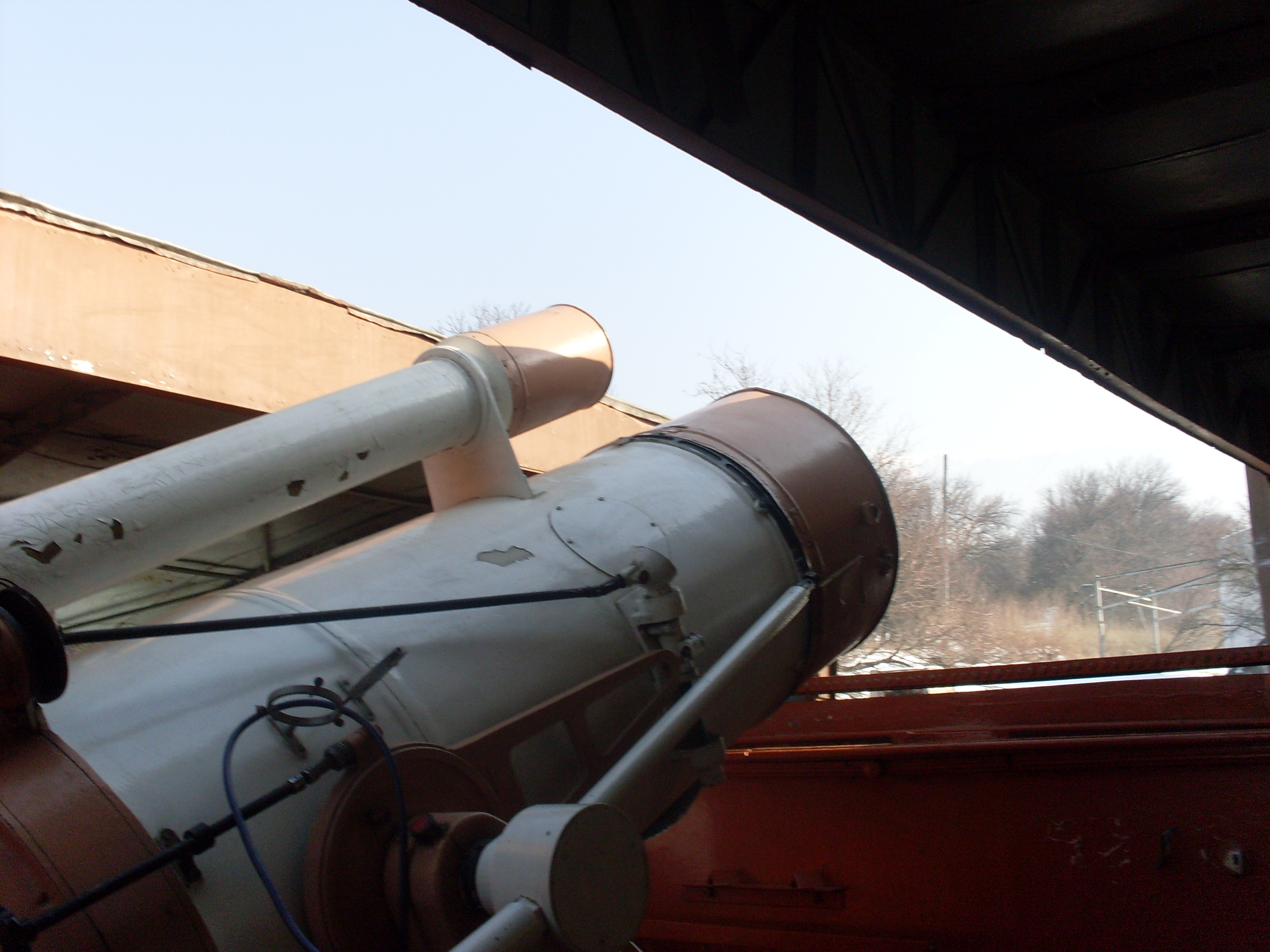
Kính viễn vọng ASI-1 tại Đài thiên văn Kamenskoye.

Sau chiến tranh, Maksutov bắt tay vào thiết kế và chế tạo một số kính viễn vọng lớn với thấu kính hiệu chỉnh mặt cầu. Trong số đó bao hàm kính viễn vọng ASI-2 có đường kính 500mm đặt tại Đài thiên văn Kamenskoye ở Almaty, kính viễn vọng MTM-500 tại Đài quan sát Vật lý thiên văn Krym và Đài Thiên văn Hisor (Tajikistan), kính viễn vọng AZT-5 tại Viện thiên văn Shternberg, kính viễn vọng đường kính 700mm tại Đài thiên văn Abastumanskoy. Ông cũng thiết kế kính chụp sao độ phân giải cao, không bị loạn sắc AZT-16 đường kính 700mm, sản xuất bởi công ty LOMO, và một gương phản xạ đường kính 1000mm đặt tại Đài thiên văn Mount El Roble ở Chile vào năm 1967. Từ năm 1950, Maksutov chuyển sang nghiên cứu các đề tài khoa học mà ông từng tham gia hồi trước chiến tranh, liên quan đến việc sử dụng gương kim loại thay cho gương kính truyền thống. Ông nghiên cứu tại Đài thiên văn Quốc gia Pulkovo, đạt được nhiều thành quả trong việc sản xuất và phát triển các gương kim loại; chiếc lớn nhất trong số đó có đường kính 700mm, làm bằng thép không rỉ, mặt parabol, cấu trúc kiểu tổ ong, và có khối lượng nhẹ, được đặt trong kính viễn vọng mã số RM-700.
Maksutov cũng nghiên cứu cách thức đơn giản hóa việc tính toán các thông số quang học, vấn đề này sinh khi chế tạo các thiết bị quang học ngày càng chính xác và phức tạp hơn. Ông phát triển các phương pháp giản lược hóa quá trình tính toán thông qua các biểu đồ và đồ thị, liên kết với nhau bởi một hệ thống các thông số quan trọng nhất của hệ thống kính viễn vọng gương cầu hay kính Casegrain. Ông sử dụng nó như là công cụ tính toán cho thước logarit nửa mét. Các nghiên cứu này được viết trong tác phẩm "Bàn về phương pháp tính toán hệ thống kính viễn vọng gương cầu" (О расчёте менисковых систем), xuất bản bởi Viện quang học sau khi ông mất.
Maksutov cũng tham gia công tác đào tạo các chuyên viên và kỹ thuật viên trong lĩnh vực quang học. Kinh nghiệm của ông được tóm gọn lại trong các chuyên khảo có giá trị lớn về khoa học

## Tặng thưởng và vinh danh
- Giải thưởng Stalin hạng 3 (1941)
- Giải thưởng Stalin hạng Nhất (1946)
- Huân chương Huy hiệu Danh dự (1943)
- Giải thưởng Lenin (1945 và 1953)[7]
- Huy chương "Vì sự lao động anh hùng trong Cuộc chiến tranh vệ quốc vĩ đại 1941-45"
- Huy chương Grand Prix tại cuộc triển lãm Expo 58 ở Brussels (1958)[7]
- Huy chương vàng tại buổi triển lãm của Trung tâm Triển lãm toàn Nga (1962)[7]